# 南磜镇
南磜镇，是中华人民共和国广东省梅州市蕉岭县下辖的一个乡镇级行政单位。

## 行政区划
南磜镇下辖以下地区：
南磜村、步上村、富足村、甲华村、白水村、左槐村、插丰村、蓝源村、石寨村、皇佑村、三泰村、金山村、岭背村、尚田村、洋山村和多宝村。

## 中国传统村落
- 2012年12月，石寨村被评为首批“中国传统村落”。
- 2013年8月，南磜村被评为第二批中国传统村落。